# HDI Versicherungen
HDI Haftpflichtverband der Deutschen Industrie V.a.G er et genforsikringsselskab og moderselskab for Talanx AG, Tysklands tredjestørste forsikringskoncern.
Under varemærket HDI sælges der inden for Talanx-koncernen livs- og ulykkesforsikringer internationalt til privat- og erhvervskunder. Under navnet HDI-Gerling sælges forsikringer til industrien.
Forretningen er inddelt i sektionerne HDI Kundenservice AG, HDI Lebensversicherung AG, HDI Pensionskasse AG og HDI Versicherung AG.
Selskabet blev grundlagt i 1903 under navnet Haftpflichtverband der deutschen Eisen- und Stahl-Industrie i Frankfurt am Main. I 1919 flyttede man hovedsædet til Hannover hvor hovedsædet i dag fortsat er placeret. I 1970 fusionerede man med Feuerschadenverband rheinisch-westfälischer Zechen og selskabet udviklede sig til HDI-koncernen, der i 2003 blev en del af Talanx-gruppen.